# Witboek (hoorspel)
Witboek is een hoorspel van Wolfgang Weyrauch. Weißbuch werd op 22 maart 1971 door de Bayerischer Rundfunk uitgezonden. Nina Bergsma vertaalde het en de VARA zond het uit op maandag 3 februari 1975. De regisseur was Ab van Eyk. Het hoorspel duurde 52 minuten.

## Rolbezetting
- Jos Knipscheer (Minister van Justitie)
- Frits Thors (stem 1)
- Ine Veen (stem 2)
- Broes Hartman (chef der geheime staatspolitie)
- Martijn Fontaine (een jongen)
- Jan Wegter (brandstichter)
- Willy Ruys (oude emigrant)
- Rolien Numan (grootmoeder)
- Frans Somers (gezworene)
- Jaap Hoogstraten (student)
- Frans Vasen (briefschrijver)
- Joop van der Donk (scherpschutter)
- Manfred van Eyk (scholier)

## Inhoud
De chef van de geheime staatspolitie in een imaginaire dictatuur (die kan staan voor vele werkelijk bestaande staten) voert een reeks van verhoren uit. Steeds duidelijker betreffen zijn vragen niet alleen de voorgeleide slachtoffers. Terwijl hij anderen verhoort, verhoort de vragende zichzelf - zo lang tot de opkomende twijfels hem vernietigen.